# 洛靈 (密蘇里州)
洛靈（英語：Loring）是位於美國密蘇里州賴特縣的鬼鎮。

## 歷史
洛靈的郵局於1905年設立，其後於1954年停運。

## 地理
洛靈所處的海拔為高於海平面450米（即1476英呎），而該地所採用的時區為UTC-6，即北美中部時區（CST）。同時該地設有夏令時間，為UTC-6調快一小時，即UTC-5（CDT）。